# Trans Girl Next Door
Trans Girl Next Door es un webcómic autobiográfico de Kylie Summer Wu, que documenta su transición como mujer transgénero. Wu comenzó su webcomic poco después de comenzar su transición en 2013 para expresar y procesar sus sentimientos. Trans Girl Next Door cubre la transición de Wu, su vida amorosa y las partes más mundanas de su vida. Wu fue incluida en la lista Trans 100 en 2015 por su webcomic.

## Sinopsis
Trans Girl Next Door es una serie de tiras cómicas episódicas que documentan la vida de Wu como una joven surfista transgénero de California. Además de documentar la transición de género de Wu, el webcomic también cubre su vida amorosa, así como aspectos más mundanos de su vida. Aunque el webcomic trata temas como la dismorfia corporal, los proyectos de ley anti-trans, la discriminación y los problemas corporales, lo hace a través del humor. Wu no rehúye las historias trágicas que carecen de un ángulo divertido; después de la muerte de Leelah Alcorn en 2014, Wu escribió sobre lo devastadora que encontraba la situación. Sin embargo, la revista online Autostraddle describió a Trans Girl Next Door como "dulce azucarada, casi hasta el punto de ser empalagosa, pero no del todo".

## Desarrollo
Kylie Wu creció en China y se mudó al área metropolitana de Washington D. C. cuando era adolescente, antes de mudarse nuevamente al oeste de Los Ángeles. Allí, fue a CalArts y estudió animación de personajes. Wu declaró que los diversos webcomics cortos de comedia disponibles para ella la inspiraron a crear los suyos propios, y que su TDAH no diagnosticado la alienta a mantener sus propias tiras cómicas cortas. Trans Girl Next Door se publica principalmente en el sitio web de microblogging Tumblr, que Wu dijo que encontró fácil de usar. Wu comenzó su transición de género poco antes de lanzar su webcomic. En una entrevista con Bustle.com, Wu declaró que después de que comenzó su transición, "naturalmente gravitó hacia dibujar cómics para tener una salida creativa para expresarme y procesar todos mis sentimientos". Después del lanzamiento de Trans Girl Next Door a finales de 2013, el webcómic ganó una gran base de fans y se tradujo a varios idiomas.
En 2014, Wu declaró que planeaba publicar un lanzamiento físico de su webcomic en forma de cómic y que también le gustaría crear cortos animados, aunque señaló que esto último consumiría una gran cantidad de tiempo y que pagar el alquiler era lo primero. Wu recibe apoyo financiero a través de Patreon.

## Impacto
En 2015, Kylie Wu fue incluida en Trans 100 y Elite Daily la incluyó entre los "millennials destacados que marcan la diferencia en la comunidad transgénero". Trans Girl Next Door se distribuyó en SF Weekly en 2016 como parte de la Semana de la Concienciación Transgénero.